# Meghann Shaughnessy
Meghann Shaughnessy (Richmond, Virginia, 13 de abril de 1979) es una ex tenista profesional estadounidense que ha ganado varios títulos del circuito profesional WTA, en individuales y, sobre todo, en dobles.

## Títulos (22; 6+16)

### Individuales (6)
| Leyenda                    |
| Grand Slam (0)             |
| WTA Tour Championships (0) |
| Premier (0)                |
| International (6)          |

| N.º | Fecha                    | Torneo           | Superficie    | Oponente en la final | Resultado   |
| --- | ------------------------ | ---------------- | ------------- | -------------------- | ----------- |
| 1.  | 28 de octubre de 2000    | Shanghái         | Dura          | Iroda Tulyaganova    | 7-6(2) 7-5  |
| 2.  | 29 de septiembre de 2001 | Ciudad de Quebec | Dura          | Iva Majoli           | 6-1 6-3     |
| 3.  | 18 de enero de 2003      | Canberra         | Dura          | Francesca Schiavone  | 6-1 6-1     |
| 4.  | 27 de mayo de 2006       | Rabat            | Tierra batida | Martina Suchá        | 6-2 3-6 6-3 |
| 5.  | 1 de septiembre de 2006  | Forest Hills     | Dura          | Anna Smashnova       | 1-6 6-0 6-4 |
| 6.  | 29 de julio de 2007      | Barcelona        | Tierra batida | Edina Gallovits      | 6-3 6-2     |

### Finalista en individuales (4)
- 2001: Scottsdale (pierde ante Lindsay Davenport).
- 2001: Hamburgo (pierde ante Venus Williams).
- 2002: Sydney (pierde ante Martina Hingis).
- 2005: Memphis (pierde ante Vera Zvonareva).

### Clasificación en torneos del Grand Slam
| Torneo                 | 2008 | 2007 | 2006 | 2005 | 2004 | 2003 | 2002 | 2001 | 2000 | 1999 | 1998 | 1997 | 1996 | Títulos |
| ---------------------- | ---- | ---- | ---- | ---- | ---- | ---- | ---- | ---- | ---- | ---- | ---- | ---- | ---- | ------- |
| Abierto de Australia   | -    | 1r   | 1r   | 1r   | 1r   | QF   | 3r   | 2r   | 2r   | 1r   | 1r   | -    | -    | 0       |
| Roland Garros          |      | 2r   | 1r   | 1r   | 3r   | 3r   | 1r   | 4r   | 2r   | 1r   | -    | -    | -    | 0       |
| Wimbledon              |      | 1r   | 2r   | 2r   | 3r   | 1r   | 2r   | 4r   | 2r   | 2r   | -    | -    | -    | 0       |
| Abierto de EE. UU.     |      | 2r   | 2r   | 1r   | 1r   | 4r   | 3r   | 3r   | 3r   | 1r   | 1r   | -    | 1r   | 0       |
| WTA Tour Championships |      | -    | -    | -    | -    | -    | -    | 1r   | -    | -    | -    | -    | -    | 0       |

### Dobles (16)
| Leyenda                    |
| Grand Slam (0)             |
| WTA Tour Championships (1) |
| Premier (6)                |
| International (9)          |

| N.º | Fecha                    | Torneo                 | Superficie    | Pareja               | Oponentes en la final                 | Resultado      |
| --- | ------------------------ | ---------------------- | ------------- | -------------------- | ------------------------------------- | -------------- |
| 1.  | 11 de noviembre de 2000  | Ciudad de Quebec       | Dura          | Nicole Pratt         | Els Callens Kimberly Po               | 6-3 6-4        |
| 2.  | 19 de mayo de 2001       | Berlín                 | Tierra batida | Els Callens          | Cara Black Elena Likhovtseva          | 6-4 6-3        |
| 3.  | 12 de enero de 2002      | Gold Coast             | Dura          | Justine Henin        | Asa Svensson Miriam Oremans           | 6-1 7-6(6)     |
| 4.  | 11 de agosto de 2003     | Moscú                  | Moqueta       | Nadia Petrova        | Anastasia Myskina Vera Zvonareva      | 6-3 6-4        |
| 5.  | 10 de abril de 2004      | Miami                  | Dura          | Nadia Petrova        | Svetlana Kuznetsova Elena Likhovtseva | 6-2 6-3        |
| 6.  | 17 de abril de 2004      | Amelia Island          | Dura          | Nadia Petrova        | Myriam Casanova Alicia Molik          | 3-6 6-2 7-5    |
| 7.  | 15 de mayo de 2004       | Berlín                 | Tierra batida | Nadia Petrova        | Janette Husárová Conchita Martínez    | 6-2 2-6 6-1    |
| 8.  | 22 de mayo de 2004       | Roma                   | Tierra batida | Nadia Petrova        | Virginia Ruano Paola Suárez           | 2-6 6-3 6-3    |
| 9.  | 31 de julio de 2004      | Los Ángeles            | Dura          | Nadia Petrova        | Conchita Martínez Virginia Ruano      | 6-7(2) 6-4 6-3 |
| 10. | 10 de abril de 2004      | New Haven              | Dura          | Nadia Petrova        | Martina Navratilova Lisa Raymond      | 6-1 1-6 7-6(4) |
| 11. | 16 de noviembre de 2004  | WTA Tour Championships | Dura          | Nadia Petrova        | Cara Black Rennae Stubbs              | 7-5 6-2        |
| 12. | 24 de septiembre de 2005 | Bali                   | Dura          | Anna-Lena Groenefeld | Zi Yan Jie Zheng                      | 6-3 6-3        |
| 13. | 13 de enero de 2006      | Gold Coast             | Dura          | Dinara Sáfina        | Cara Black Rennae Stubbs              | 6-2 6-3        |
| 14. | 10 de marzo de 2006      | Acapulco               | Tierra batida | Anna-Lena Groenefeld | Shinobu Asagoe Emilie Loit            | 6-1 6-3        |
| 15. | 13 de enero de 2007      | Sydney                 | Dura          | Anna-Lena Groenefeld | Marion Bartoli Meilen Tu              | 6-3 3-6 7-6(2) |
| 16. | 22 de mayo de 2010       | Varsovia               | Tierra batida | Virginia Ruano       | Cara Black Zi Yan                     | 6-3 6-4        |

### Finalista en dobles (14)
- 1999: Bol (junto a Andreea Vanc pierden ante Jelena Kostanic y Michaela Pastikova).
- 1999: Amberes (junto a Louise Pleming pierden ante Laura Golarsa y Katarina Srebotnik).
- 2000: Shanghái (junto a Rita Grande pierden ante Lilia Osterloh y Tamarine Tanasugarn).
- 2001: Gold Coast (junto a Nicole Pratt pierden ante Giulia Casoni y Janette Husárová).
- 2001: Scottsdale (junto a Kim Clijsters pierden ante Lisa Raymond y Rennae Stubbs).
- 2001: Filderstadt (junto a Justine Henin pierden ante Lindsay Davenport y Lisa Raymond).
- 2002: Filderstadt (junto a Paola Suárez pierden ante Lindsay Davenport y Lisa Raymond).
- 2004: Sydney (junto a Dinara Sáfina pierden ante Cara Black y Rennae Stubbs).
- 2005: Indian Wells (junto a Nadia Petrova pierden ante Virginia Ruano y Paola Suárez).
- 2006: Indian Wells (junto a Virginia Ruano pierden ante Lisa Raymond y Samantha Stosur).
- 2006: Charleston (junto a Virginia Ruano pierden ante Lisa Raymond y Samantha Stosur).
- 2006: San Diego (junto a Anna-Lena Groenefeld pierden ante Cara Black y Rennae Stubbs).
- 2010: Memphis (junto a Bethanie Mattek pierden ante Vania King y Michaella Krajicek).
- 2011: Indian Wells (junto a Bethanie Mattek pierden ante Sania Mirza y Elena Vesnina).